# Tsering Woeser

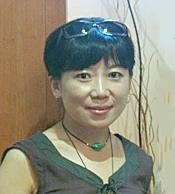
Tsering Woeser, 2009

Tsering Woeser (* 21. Juli 1966 in Lhasa), gesprochen: Weise, Öser, Oisêr, Wei Se, ཚེ་རིང་འོད་ཟེར་ (Tibetisch), 唯色 (traditionelle Langzeichen und vereinfachte Kurzzeichen der chinesischen Schrift), Wéisè (HanyuPinyin Umschrift) oder mit vollständigem Namen Tsering Woeser, tshe-ring ’od-zer (Umschrift nach Wylie), ist eine chinesische Schriftstellerin, Dichterin, regimekritische Essayistin und seit 2005 Bloggerin tibetischer Nationalität.
Woeser, wie sie sich selbst entsprechend tibetischer Tradition nennt, wagt es, sich in China kritisch über heikle Themen zu äußern. Die chinesischen Behörden sehen sie deshalb als Bedrohung und halten sie und ihre Besucher unter Beobachtung. In der westlichen Welt wird sie für ihren journalistischen Mut bewundert und vielfach ausgezeichnet. Ihre Essays und Gedichte enthalten facettenreiche und manchmal brutale Details des täglichen Lebens in Tibet, einer tief religiösen und abgeschiedenen Kultur. Der Tibetologe Robert J. Barnett, Columbia University, New York, beispielsweise beschreibt sie als „eine Dichterin, die vergessen hat, Angst zu haben.“ Außerhalb Chinas ist sie eine wichtige Informationsquelle über das heutige Tibet.

## Herkunft und Jugend
Woesers Mutter ist tibetischer Abstammung, ihr Vater stammt von einer tibetischen Mutter und einem han-chinesischen Vater ab. Als sie vier Jahre alt war, wurde ihr Vater mit seiner Familie für einige Zeit nach Kham versetzt.
Ihre Eltern waren überzeugte Maoisten. Ihr Vater, Tsering Dorje, war Offizier der Volksbefreiungsarmee. Woeser beschreibt ihn als jemand, der sich tagsüber in der Öffentlichkeit gegen Religion verwehrte, am Abend aber Zuflucht in buddhistischen Texten suchte. Als er 1991 starb, fand sie eine Biografie des Dalai Lama mit Eselsohren in seinem Bücherschrank. Er war ihr zufolge so wie viele andere Tibeter im Staatsdienst: „Sie sind innerlich zerrissen. Wir nennen sie Menschen mit zwei Köpfen.“
Woeser wuchs während der Kulturrevolution (1966–1976) in Lhasa auf, der Hauptstadt von Tibet, und war damals selbst überzeugte Anhängerin des Großen Vorsitzenden Mao Zedong. Zweifel an dieser politischen Überzeugung kamen ihr, als sie an die Südwest-Universität für nationale Minderheiten in Chengdu ging, die Hauptstadt des an Tibet grenzenden Sichuan. Hier gehörte sie erstmals einer Minderheit an und fühlte sich oft diskriminiert.
Ende der 1980er Jahre promovierte Woeser in Chengdu in Chinesischer Literatur.
In Chengdu las sie die verbotene Biografie des vierzehnten Dalai Lama Tenzin Gyatso und das Buch In Exile from the Land of Snows von John Avedon, das beschreibt, wie Tibeter als Buddhisten unterdrückt werden und in China als Verbannte untergehen. Sie las darin Dinge, die allem, was sie gelernt hatte, entgegenstanden, und durch ihre Überzeugungskraft gewannen diese Bücher großen Einfluss auf Woesers Entwicklung. Über den palästinensisch-amerikanischen Schriftsteller Edward Said schrieb sie – in Hinblick auf dessen Werk über Kolonialismus –: „Said hat meine Augen geöffnet.“

## Redakteurin der Zeitschrift„Tibetische Literatur“
Nach ihrem Studium kehrte sie 1990 wieder nach Lhasa zurück, wo sie Redakteurin der staatlichen Zeitschrift „Tibetische Literatur“ (Name übersetzt) wurde. In dieser Zeit (1987–1993) wurden Proteste hart niedergeschlagen. Woeser traf Mönche, die ihr von den Protesten und anschließenden strengen Maßregelungen von 1989 berichteten. Diese Gespräche machten ihr die Gräuel der chinesischen Vorherrschaft bewusst und führten zu ihrem Entschluss, diese als Schriftstellerin zu bekämpfen.
Woeser hatte zunächst nicht die Absicht, die Fotos zu veröffentlichen, die ihr Vater während der Kulturrevolution (1966–1976) gemacht hatte. Das änderte sich, nachdem sie 1999 beschloss, die Geschichten und Erinnerungen hinter den Bildern neu zu entdecken. Sie schickte die Fotos dem chinesischen Schriftsteller und Intellektuellen Wang Lixiong, der sich auf Tibet spezialisiert hatte. Er schickte die Fotos zurück und teilte ihr seinen Eindruck mit, dass die Aufnahmen Zeugen von einer Zeit waren, die von den chinesischen Behörden versteckt worden war und die dringend wiederentdeckt werden musste. Schließlich veröffentlichte Woeser diese Fotos 2006 unter den Titeln Töten und Ausrauben. Vier Jahrzehnte verbotene Erinnerungen, die Kulturrevolution in Tibet unter die Lupe genommen. (杀劫:四十年的记忆禁区,镜头下的西藏文革) und Erinnerung an Tibet (西藏 记忆). Diese Bücher wurden außerhalb der Volksrepublik (in Taiwan) veröffentlicht.
2003 veröffentlichte sie eine Sammlung von Essays, die das Ende ihrer Karriere als Redakteurin einläutete. In den für den Westen harmlosen Formulierungen ging sie nach chinesischen Maßstäben zu weit, indem sie sich lobend über geistige Führer wie den vierzehnten Dalai Lama und den siebzehnten Gyalwa Karmapa, Trinley Dorje Orgyen, äußerte. Beispielsweise schrieb sie, dass der Dalai Lama als spiritueller Führer von den Tibetern verehrt, aber von der chinesischen Führung verleumdet wird. 2004 wurde sie aus dem Staatlichen Schriftstellerverband ausgeschlossen, weil sie ihre „politischen Fehler“ nicht erkennen wollte. Diese bestanden darin, dass sie den Dalai Lama verherrlicht, die Solidarität des Landes beschädigt und die positive Wirkung von Religion im gesellschaftlichen Leben übertrieben habe.
Sie wurde gekündigt und gezwungen, zur „Umerziehung“ nach Peking zu ziehen, was bedeutete, dass sie regelmäßig verhaftet und psychisch misshandelt wurde. Weil sie wiederholt ihre große Bewunderung für Wang Lixiong, einen der bekanntesten Schriftsteller Chinas, ausgesprochen hatte, führten Freunde ein Treffen zwischen ihnen herbei. Ein Jahr später heirateten sie.
Auch Woesers Familie wurde bedroht, verhaftet und nach ihrer Arbeit verhört. Menschen, auf die sie zunächst bauen konnte, weil sie sie über die aktuellen Ereignisse und die Situation in Tibet auf dem Laufenden hielten, wagten ihr 2010 aus Angst vor Vergeltung durch die chinesische Regierung nichts mehr zu erzählen. Mindestens 13 von ihnen wurden verhaftet.
Woeser wurde nicht dauerhaft verpflichtet, in Peking zu bleiben, zusammen mit ihrem Mann unternimmt sie jedes Jahr lange Wanderungen durch tibetische Gebiete. Für sie ist Peking nunmehr eine praktische Wahl geworden, weil sie dort weniger ausspioniert wird als in Lhasa. „Ich bin hier, wie Ai Weiwei, nur ein Künstler, eine einsame, kleine Stimme. Manchmal werden wir verhaftet, manchmal werden wir eingeschüchtert, aber wirklich bedrohlich sind wir nicht.“

## Bücher

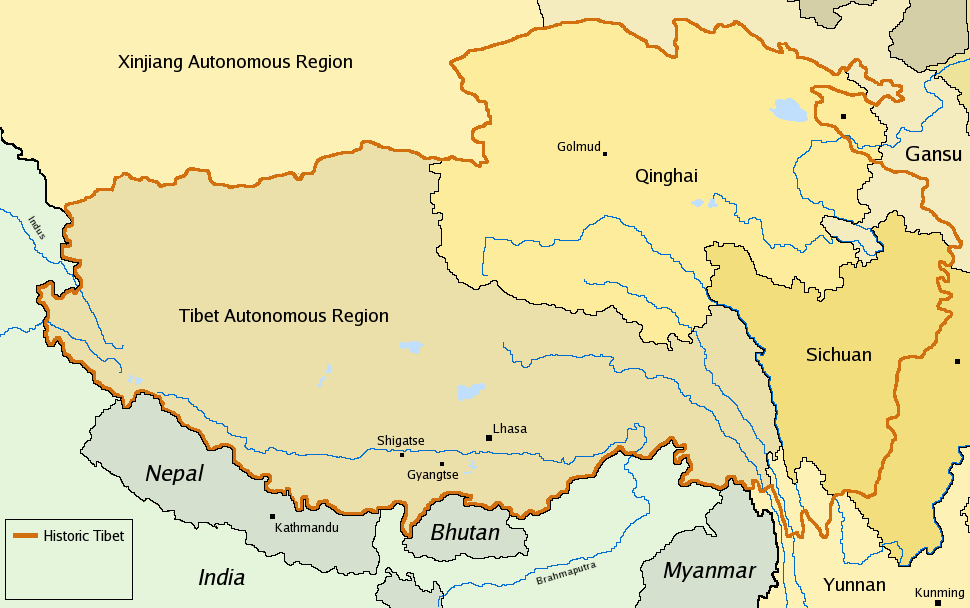
Die autonomen tibetischen Verwaltungsgliederungen in China

Woeser gibt ihre Bücher in Mandarin heraus. Sie schrieb dutzende Bücher mit Gedichten, Erzählungen oder Essays, darunter ihr erster Gedichtband unter dem Titel Tibet lebe (西藏在上). Ihre Bücher werden übersetzt ins Tibetische, Japanische, Englische, Französische, Deutsche, Polnische, Spanische und Katalanische.
Ihr berühmtestes Buch Notizen über Tibet (西藏笔记) mit 38 kurzen Reisegeschichten wurde im September 2003, neun Monate nach der Veröffentlichung, von der Regierung des Autonomen Gebietes Tibet verboten. Es wurde in einer Auflage von 11.000 Stück verlegt. Auch andere Bücher kamen auf die schwarze Liste und es wurde ihr verboten eventuell folgende Bücher zu veröffentlichen.
Woeser arbeitete ungefähr zwei Jahre an zwei Büchern über die Kulturrevolution, die von Locus Publishing in Taiwan herausgegeben wurden. Die Bücher sind in Mandarin geschrieben und lauten übersetzt: Töten und Ausrauben: Vier Jahrzehnte verbotene Erinnerungen, die Kulturrevolution in Tibet unter die Lupe genommen. und Erinnerung an Tibet. Anschließend druckte der taiwanesische Herausgeber Notizen über Tibet als Nachdruck. Das erste ist ein Buch mit hunderten von Fotos, die ihr Vater, Tsering Dorje, ihr nach seinem Tod 1991 hinterlassen und zwischen 1966 und 1970 gemacht hatte. Die Fotos zeigten z. B. Soldaten der Roten Garde, die tibetischen Mönchen Schnurrbärte auf die Oberlippe malten, und Tibeter, die auf einen Lkw geladen wurden, um zu Feldern abgeführt zu werden, wo sie umgebracht wurden. Ihr Mann Wang Lixiong schrieb im Vorwort des Buches, dass in der Geschichtsschreibung Tibets während der Kulturrevolution eine Lücke bestände, über die es nur drei Dokumente gäbe; diese drei Dokumente stünden unter strenger militärischer Bewachung.
2009 brachte die International Campaign for Tibet ihr Buch Like gold that fears no fire – New writing from Tibet online heraus, mit Essays und Gedichten, die in China verboten sind.

## Weblog

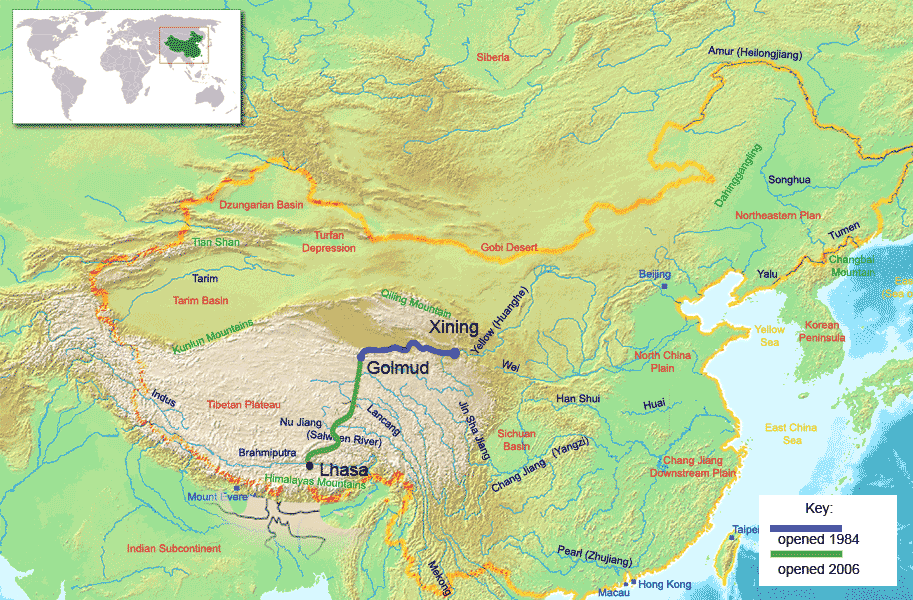

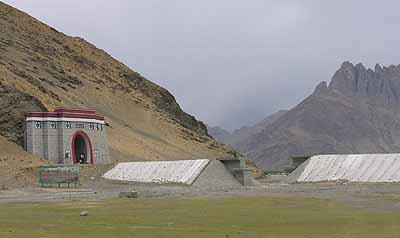
Letzter Tunnel der Tibet-Bahn vor dem Bahnhof von Lhasa

2005 begann Woeser einen Blog über Themen, die in Tibet kaum zur Sprache kommen, wie AIDS, Prostitution, Umweltschäden und die Eröffnung der Peking-Lhasa-Bahn 2006, die die Region mit chinesischen Auswanderern überschwemmt. Sicherheitsbeamte überwachten ihre Wohnung und die chinesischen Behörden schlossen von Mal zu Mal ihren Weblog. Ihr inzwischen vierter Weblog auf einem ausländischen Server war eine der wenigen Informationsquellen des Westens während der tibetischen Unruhen 2008. In den Tagen um den Jahrestag des Tibetaufstandes von 1959 (10. März) wurden sie und ihr Mann von den chinesischen Behörden unter Hausarrest gestellt.
Hackern der regierungsnahen Chinese Hongke Alliance gelang es, ihren Weblog zu knacken und Zugang zu ihren Logindaten zu erhalten, nachdem sie ihr eine mit Computerviren (phishing oder whaling) verseuchte E-Mail gesandt hatten. Sie leerten ihren Weblog und vertauschten es mit einer Abbildung der Flagge der Volksrepublik China verbunden mit einem Gewaltaufruf gegen Woeser.
Dennoch eröffnete Woeser von Neuem ihren nunmehr fünften Weblog. Das Hosting erfolgte 2011 aus dem Ausland von einem Server, der nur mit besonderer Software erreicht werden kann.
Am 12. Juli 2009 schrieben Wang Lixiong und Woeser in ihrem Weblog eine Petition zur Freilassung des Regimekritikers und Bloggers Ilham Tohti, Hochschullehrer an der Schule für Wirtschaftswissenschaften der Zentralen Nationalitäten-Universität, „Minzu University of China“ (englisch), in Peking. Dieser gehört der ethnischen Minderheit der Uiguren an und kritisierte insbesondere die Siedlungspolitik in Bezug auf die Han-Chinesen. Seine Website wurde beschuldigt die Unruhen in der Hauptstadt Xinjiangs, Ürümqi, Anfang Juli 2009 mit mehr als 150 Todesopfern, sowohl bei Han-Chinesen als auch Uiguren, veranlasst zu haben und Tohti wurde erneut verhaftet.

## Prozess gegen den Staat
Woeser hatte in Lhasa versucht, einen Reisepass zu beantragen, aber Politfunktionäre hatten ihr zu verstehen gegeben, dass sie sich hierauf im Autonomen Gebiet Tibet keine Hoffnung machen sollte. 2005 beantragte sie deshalb einen Pass in Changchun, dem Wohnort ihres Mannes Wang. Der Pass wurde ihr in den folgenden Jahren wiederholt verweigert.
Indem sie 2008 eine Klage gegen den chinesischen Staat einreichte, unternahm Woeser daraufhin einen in China ungewöhnlichen Schritt, um zu erzwingen, dass sie außerhalb ihres Landes reisen könnte. Sie hoffte damit auf den festen Griff aufmerksam zu machen, den China auf Tibet und seine Bevölkerung ausübt. In einem Interview mit Associated Press erzählte sie, dass sie nicht zu gewinnen glaubt, aber dass sie es als Gelegenheit sieht, um über die jahrelange unlautere Behandlung der Tibeter zu sprechen und die Außenwelt über die Wahrheit ins Bild zu setzen. In dem Rechtsstreit wird sie vertreten von Mo Shaoping, einem Pekinger Rechtsanwalt, der sich einen Namen als Verteidiger chinesischer Dissidenten gemacht hat. Woeser setzte Freunde daran, Informationen zu sammeln, woraufhin die Polizei sie wissen ließ, dass sie die Staatssicherheit in Gefahr brächte. Dieses Argument wird häufig gebraucht um Dissidenten im Zaum zu halten. Als Antwort auf diese Anschuldigung schrieb Woeser, dass das große Land China sehr schwach sein müsse, wenn sie als Schriftstellerin eine Gefahr für die Gemeinschaft darstellen sollte. Für Tibeter ist es beinahe unmöglich, einen Pass zu erhalten, weshalb viele ihr Leben riskieren, indem sie über den Himalaya nach Nepal und Indien flüchten.
In Tibet werden Prozesse regelmäßig verschoben, weshalb Woesers Klage im Mai 2011 noch nicht zur Verhandlung kam.
Im Dezember 2008 waren sie und ihr Mann Wang unter den ersten Unterzeichnern des Demokratiemanifests Charta 08. Dessen Verfasser, Liu Xiaobo, erhielt eine elfjährige Gefängnisstrafe. Er wurde 2010 mit dem Friedensnobelpreis geehrt.

## Polizeiüberwachung
Nach der Veröffentlichung von Fotos patrouillierender Soldaten auf ihrem Weblog wurde Woeser am 21. August 2008 von acht Polizisten aus dem Haus ihrer Mutter abgeholt und acht Stunden lang verhört. Der Laptop ihres Mannes wurde aufgebrochen und ein Teil seiner Festplatte gelöscht. Ihren geplanten einmonatigen Tibetbesuch verkürzten sie auf sechs Tage. Ein Abschiedsfest, zu dem sie viele Freunde und Familie eingeladen hatte, wurde kaum besucht, offensichtlich aus Angst vor möglichen Repressalien.
Während ihres Besuchs im August 2008 bat ihre Mutter sie flehentlich mit allem Druck und Drohungen die elterliche Wohnung aus Angst vor ihrer Sicherheit zu verlassen. Laut Woeser war dies einer der herzzerreißendsten Augenblicke ihres Lebens.
2014 wurde sie am 8. Juli nach der Rückkehr von einer Reise in den Norden Chinas aus zunächst unbekannten Gründen unter Hausaresst gestellt. Es gibt Vermutungen, dass dies im Zusammenhang mit einer Einladung zum Abendessen in die US-Botschaft in Peking aus Anlass eines Routinebesuchts von US-Außenminister John Kerry in China steht. Kerry gilt als großer Bewunderer der Schriftstellerin.

## Auszeichnungen

### 2007Ytringsfrihetsprisen(„Preis für Freiheit der Meinungsäußerung“) des norwegischen Schriftstellerverbandes
Am 17. Dezember 2007 empfing Woeser den Ytringsfrihetsprisen („Preis für Freiheit der Meinungsäußerung“) des norwegischen Schriftstellerverbandes. Weil Woeser der Pass verweigert worden war, konnte sie die Auszeichnung nicht persönlich annehmen. Ihr Mann dürfte 2008 nach Oslo reisen und nahm in ihrem Namen den Preis in Empfang.

### 2007 Preis für dieFreiheit der Meinungsäußerungder tibetischen Journalistenvereinigung (ATJ)
Ebenfalls am 17. Dezember 2007 wurde Woeser von der tibetischen Journalistenvereinigung (ATJ) in Dharamsala mit dem Preis für die Freiheit der Meinungsäußerung 2007 ausgezeichnet.

### 2010Courage in Journalism Awardder Internationalen Frauen-Medienstiftung (IWMF)
Am 19. Oktober 2010 empfing Woeser von der Internationalen Frauen-Medienstiftung (IWMF) den Courage in Journalism Award, den sie in den USA nicht in Empfang nehmen konnte, da ihr ihr Pass verweigert wurde.

### 2011 Prinz-Claus-Preis
2011 wurde sie mit dem Prinz-Claus-Preis ausgezeichnet. Die Jury beschrieb sie als „eine mutige Schriftstellerin/Bloggerin aus Tibet, deren Werk einzigartige Perspektiven auf die Komplexität des heutigen Tibet bietet.“ Die chinesischen Behörden untersagten ihr, den Preis in der Niederländischen Botschaft in Empfang zu nehmen, trotz eines Appells vorangegangener Preisträger.

### 2013 Women of Courage Award
2013 wurde sie mit dem International Women of Courage Award des Außenministeriums der USA ausgezeichnet. US-Außenminister John Kerry nannte sie eine ‚laute Stimme‘ des Volkes bei dieser Verleihung. Woeser konnte den Preis nicht entgegennehmen, die chinesischen Behörden hatten ihr die Ausreise verweigert.
Dass die Aggression des Staates sie stark berührt, brachte sie in einem Interview mit der The New York Times zum Ausdruck: „Ich fühle mich innerlich unsicher. Ich habe das Gefühl auf dem Rand einer Klippe zu sitzen und jeden Moment nach unten fallen zu können.“
International erhält sie stets weitere Unterstützung sowie vom P.E.N., der auf den Internationalen Pakt über bürgerliche und politische Rechte verweist, der von China unterzeichnet wurde. Der P.E.N. rief bereits seine regionalen Abteilungen auf, um ausführlich auf Woesers Situation aufmerksam zu machen.
Woeser ist in verschiedenen Dokumentarfilmen zu sehen, wie Tibet: 50 Years After The Fall (2009) vom Regisseurduo Ritu Sarin und Tenzin Sönam und Preparing Tibet For the Olympics vom britischen Channel 4.

## Bibliografie
- 1999: Xizang zai shang «西藏在上» (Tibet lebe), Xining (Qinghai renmin chubanshe), 西宁 (青海人民出版社), keine ISBN, Woesers erster Gedichtband. (chinesisch)
- 2003: Xizang biji «西藏笔记»(Notizen über Tibet), Guangzhou (Huacheng Chubanshe), 广州市 (花城出版社), ISBN 978-7-5360-3831-8, erstes Prosawerk, 23 Fotoaufnahmen von ihrem Vater aufgenommen. (chinesisch)
  - 2006 Neuausgabe Taiwan unter dem Titel: Mingwei Xizang de shi,«名為西藏的詩»(Ein Gedicht mit Namen Tibet.) Taipeh (Dakuai wenhua chuban gufenyouxiangongsi), 臺北市 (大塊文化出版股份有限公司), ISBN 978-986-7291-90-5, (chinesisch)
  - 2006 erschien die englische Übersetzung des Hauptkapitels aus Xizang biji unter dem Titel: Nyima Tsering’s Tears. in: Manoa, 18 (2006), S. 97–103. Übersetzung von Jampa, Bhuchung D. Sonam, Tenzin Tsundue und Jane Perkins.
  - Tibetische Übersetzung von Xizang biji erschien unter dem Titel: Bod gdaṅs su gyer baʼi sñan rtsom (Ein Gedicht mit Namen Tibet), Dharamsāla, Himachal Pradesh (Śes-bya Kun-ʼdus Rtsom-sgrig Lte-gnas), keine ISBN.
- 2003: Xizang [Jianghongse de ditu] «西藏 [絳紅色的地圖]» Taipei (Shiying chubanshe), 臺北市 (時英出版社), ISBN 978-986-7762-04-7. (chinesisch)
  - 2004 erschien in Peking bei ‚Zhongguo lüyou chubanshe‘ (中国旅遊出版社), ISBN 978-7-5032-2247-4. (chinesisch)
- 2005: Unlocking Tibet. A Chinese Author’s Perspective on Tibet Issue. [s. l.] (Association France Tibet Argenton-sur-Creuse), keine ISBN. Zusammen mit ihrem Ehemann Wang Lixong. Übersetzt aus dem Chinesischen, ISBN 9783906139272.
- 2006: Shajie. Sishinian de jiyi jinqu, jingtou xia de Xizang wenge «殺劫 : 四十年的記憶禁區, 鏡頭下的西藏文革»(Töten und Ausrauben: Vier Jahrzehnte verbotene Erinnerungen, die Kulturrevolution in Tibet unter die Lupe genommen.), Taipei (Dakuai wenhua chuban gufenyouxiangongsi), 臺北市 (大塊文化出版股份有限公司), ISBN 986-7291-84-0. Tibet während der Kulturrevolution.
  - 2009 erschien eine japanische Übersetzung von Shajie unter dem Titel: Shāchie :Chibetto no bunka daikakumei. «殺劫(シャーチェ) : チベットの文化大革命», Fukuoka (Shūkōsha) / Fukuoka (Chūgoku Shoten), 集広舎, 中国書店(発売), ISBN 4-904213-07-6.
  - 2010 erschien eine französische Übersetzung von Shajie unter dem Titel: Mémoire interdite. Témoignages sur la Révolution culturelle au Tibet, Paris (Gallimard), ISBN 978-2-07-013115-0.
- 2006: Xizang jiyi «西藏記憶»(Erinnerung an Tibet.) Taipei (Dakuai wenhua chuban gufenyouxiangongsi), 臺北市 (大塊文化出版股份有限公司), ISBN 978-986-7291-85-1. (Interviews).(chinesisch)
- 2008: Kanbujian de Xizang «看不見的西藏»(Unsichtbares Tibet.) Taipei (Dakuai wenhua chuban gufenyouxiangongsi), 臺北市 (大塊文化出版股份有限公司), ISBN 978-986-213-028-5.(chinesisch)
- 2008: Tibet’s True Heart. Selected Poems. Dobbs Ferry, NY (Ragged Banner Press mit Auszügen), ISBN 978-0-9816989-0-8. Gedichte von Woeser (Weise), übersetzt von A. E. Clark, Besprechung 10. Oktober 2008 (highpeakspureearth.com, englisch) Besprechung 2. Oktober 2008 (Memento vom 13. Juni 2013 im Internet Archive) (savetibet.org, englisch)
- 2008: How a country and its culture were closed down. in: New Statesman (London), nr. 4908, 4. August 2008, S. 25.
- 2009: Shunian xue shi hou. 2008 nian Xicang shi jian da shi ji, «鼠年雪獅吼 : 2008 年西藏事件大事記» (Der Schneelöwe, der im Jahr der Maus brüllte. Eine Chronik der Ereignisse in Tibet in 2008), Taipeh (Yun chen wenhua shiyegufenyouxiangongsi), 臺北市 (允晨文化實業股份有限公司), ISBN 986-7178-80-7. Enthält Berichte über die Tibetischen Unruhen von März 2008.(chinesisch)
  - Nachdruck 2011 unter dem Titel Xizang 2008 «西藏 : 2008» (Tibet 2008), Taipei (Lian jing chubanshiye gufenyouxiangongsi), 臺北市 (聯經出版事業股份有限公司), ISBN 978-957-08-3829-9.(chinesisch)
  - Die tibetische Übersetzung erschien 2009 unter dem Titel: Gaṅs seṅ gi ṅar sgra : sa byi loʼi Bod chol kha gsum gźis lus mi dmaṅs kyis spel baʼi źi rgol las gul gyi byuṅ rim zin tho / ʼOd-zer gyis brtsams ; Kun-thar gyis bsgyur, Dharamsāla, Himachal Pradesh (Bod-kyi Yig-sgyur-khaṅ gis rtsom sgyur daṅ dpar ʼgrems byas), keine ISBN.
  - Englische Übersetzung des Vorworts von The Snow-Lion Roaring in the Year of the Mouse: A Chronicle of the Events in Tibet of 2008 erschien 2009 bei High Peaks Pure Earth blog. (highpeakspureearth.com, englisch)
  - Die deutsche Übersetzung erschien 2009 unter dem Titel: Ihr habt die Gewehre, ich einen Stift. Eine Chronologie der Ereignisse 2008 in Tibet, Berlin (Lungta-Verlag), ISBN 978-3-00-028220-1. Übersetzt von Gottfried Gärtner und herausgegeben von Tibet Initiative Deutschland e. V. online-Vorschau 16. September 2009 (adamcathcart.wordpress.com, englisch/deutsch) abgerufen am 18. Dezember 2012
- 2009: Ting shuo Xizang «聽說西藏» (Stimmen aus Tibet), Taipeh (Dakuai wenhua chuban gufenyouxiangongsi), 臺北市 (大塊文化出版股份有限公司), ISBN 978-986-213-119-0. Von Woeser (唯色) und ihrem Ehemann Wang Lixiong (王力雄).
- 2009: Weise shi xuan. Xueyu de bai «唯色詩選 : 雪域的白»(Eine Auswahl von Gedichten von Woeser. So weiss wie Schnee), Taipeh (Tangshan chubanshe), 臺北市 (唐山出版社), ISBN 978-986-6552-29-8. Gedichtband von Weser.
- 2009: Like gold that fears no fire – New writing from Tibet, ICT, online Ausgabe (Memento vom 11. Juni 2013 im Internet Archive) Woeser 2009 (savetibet.org, englisch)
- 2010: Tradition of protest in: Index on Censorship. 39 (2010), S. 150–155.